# Прекрасне
Прекра́сне — категорія естетики, що характеризує явища з точки зору досконалості, наявності вищої естетичної цінності. «Явища можна вважати прекрасними, коли вони в своїй конкретно-плотській цінності виступають як суспільно-людські цінності, що втілюють затвердження людини в світі, свободи суспільства і людини, що свідчать про розширення меж, сприяють гармонійному розвитку особи, виникненню і якнайповнішому прояву людських сил і здібностей».

## Зміст
У прекрасному, з одного боку, фіксуються найбільш загальні реальні властивості предметів і явищ дійсності, а з іншого — виражається відношення до них людини. Об'єктивна основа прекрасного (такі властивості дійсності, як міра, гармонія, досконалість, доцільність) стають прекрасними лише по відношенню до людини, коли він не тільки пізнає ці закони, але і робить їх принципами своєї діяльності відповідно до своєї потреби цілісного самоствердження і самореалізації в світі. Розглядаючи різні полягання у взаємозв'язку між об'єктом (предметом) і суб'єктом (людиною), раніше виділявся такий стан, коли в плотський-конкретній формі предмету якнайповніше «просвічується» його вміст, суть в явищі (міра предмету), а на стороні суб'єкта його загальний родові і індивідуальні сутнісні сили (міра людини). У взаємозв'язку між ними встановлюється єдність, взаємопроникнення. Це стан і є прекрасне. Досягається воно первинно через практичну діяльність людей.
Прекрасне існує в природі, в суспільній, матеріальній і духовній діяльності людей. Саме тому воно — одна з найбільш універсальні (за своїм охопленням) категорій естетики. Вона єдина і багатолика, нескінченно багатообразна як нескінченний мир. Тому вищенаведене визначення лише в загальному вигляді виражає її суть, і вона повинна бути конкретизована хоч би до основних сфер життя.
Прекрасне в природі пов'язано із закономірністю і доцільністю природних явищ в їх співвідношенні з потребами розвитку суспільства і людини. Краса вічної природи по-своєму знайшла своє віддзеркалення вже в старогрецькій міфології в образі богів і богинь, що втілюють пори року, сили води, землі і сонця, цвітіння і родючості.
Стародавні греки склали міфологічні перекази про Флору — богиню і покровительку квітів, про Нарцис, Гіацинт, про чарівливу Троянду, розлогі кущі якої, як вважалося тоді, виросли на місці, де впали краплі крові богині Афродити, коли вона, поранена колючками, бігла по лісі у пошуках коханого Адоніса, приголомшена повідомленням про його загибель. При всій наївності античних міфів в них закріпилося поетичне бачення миру і з ними пов'язана була естетична свідомість людей.
Прекрасне в суспільстві — це суспільні відносини, засновані на соціальній рівності і справедливості, гуманізмі, гармонії особистих і суспільних інтересів. Натомість потворне пов'язане з несправедливістю, поневоленням людини, його відчуженням у сфері праці, політичної, етичної і духовної діяльності; потворне тут — все реакційне, регресивне, вороже свободі, щастю людей. Історія розвитку людства — це суперечливий процес руху суспільства через відчуження до свободи, рівності, добра і краси.

## Історизм поняття
Антична естетика не лише визначила прекрасне як одну з основних естетичних категорій, а й зіставляла із суміжними поняттями, такими, як користь, доцільність, міра, благо, доброчинність, чуттєвість, намагаючись через них якнайповніше охарактеризувати цю категорію (Платон, Сократ, Аристотель, Геракліт, Фалес). У культурі Середньовіччя прекрасне – втілення абсолютної божественної краси, яка відокремлювалась від краси земної (Аврелій Августин, Фома Аквінський). 
Доба Відродження трактує прекрасне як прояви гармонійного, пропорційного, домірного (Альбрехт Дюрер, Леон Батіста Альберті). Раціоналістичний ракурс осягнення прекрасного притаманний гуманітарній думці XVII–XVIII ст. Наприклад, для Канта «прекрасне є тим, що подобається загалом без поняття» або іншими словами «прекрасне є тим, що пізнається без поняття як предмет необхідного вподобання». Зробивши висновок із обох видів естетичних суджень, Кант дає таке коротке пояснення: «прекрасне є тим, що подобається в самому лише обсуджуванні(отже, не за посередництвом чуттєвого відчуття згідно з певним поннятям розсуду)».